# Edward Everett Hale
Edward Everett Hale (Boston, Massachusetts, 1822. április 3. – Roxbury, Massachusetts, 1909. június 10.) amerikai író és teológus.

## Pályafutása
A Harvard Egyetemen tanult, 1846-ban pap lett Worcesterben, 1856-tól pedig a bostoni unitárius templomban. Ő alapította a Christian Examiner, a Sunday-School-Gazette, az Old and New (1869, később a Scriber's Monthly-val olvadt egybe), a Lend the Hand (1886) stb. című lapokat.

## Művei
- Sketches of chistian history (Boston, 1850)
- Kansas and Nebraska (1854)
- Ninety days worth of Europe (1861)
- Puritan politics in England and New-England (1864)
- The Ingham papers (1869)
- His level best and other stories (1870)
- Daily bread and other stories (1870)
- Ups and owns, an everyday-novel (1870)
- Christmas eve and Christmas day (1874)
- In his name (1874)
- Workingmen's homes, assays and stories (1874)
- Seven Spanish cities (1883)
- Franklin in France (1887)
- The life of Washington (New York, 1887).